# Paul Vinogradoff
Sir Paul Gavrilovitch Vinogradoff, FBA (em russo:  Па́вел Гаври́лович Виногра́дов, transliterado: Pavel Gavrilovich Vinogradov; 18 de novembro de 1854 (O. S.) – 19 de dezembro de 1925) foi um historiador e medievalista Russo e Britânico.

## Educação
Vinogradoff nasceu em Kostroma, e foi educado no ginásio local e posteriormente na Universidade de Moscou, onde estudou história com Vasily Klyuchevsky. Depois de se formar em 1875, ele recebeu uma bolsa para continuar seus estudos em Berlim, onde assistiu a aulas de Theodor Mommsen e Heinrich Brunner.

## Carreira
Vinogradoff tornou-se professor de história na Universidade de Moscou, mas o seu zelo pela propagação da educação o levou a entrar em conflito com as autoridades, e, consequentemente, ele foi obrigado a deixar a Rússia. Tendo estabelecido-se na Inglaterra, Vinogradoff trouxe uma mente poderosa e original para contribuir à questão social e econômica da época na Inglaterra, um assunto que ele já tinha começado a estudar em Moscou.
Vinogradoff visitou a Grã-Bretanha pela primeira vez em 1883, trabalhando em registros no Public Records Office (Secretaria de Arquivos Públicos) e reunindo-se com líderes da academia inglesa, como Sir Henry Maine e Sir Frederick Pollock. Ele também se reuniu com Frederic William Maitland, que foi fortemente influenciado pelo seu encontro.
Vinogradoff foi eleito membro da American Antiquarian Society , em 1897.
Em 1903, ele foi eleito Professor Corpus de Jurisprudência na Universidade de Oxford, e foi eleito membro da Academia Britânica em 1905. Ele recebeu diplomas honorários das principais universidades, foi feito membro de diversas academias estrangeiras e foi nomeado professor honorário de história em Moscou.
Após a morte de Maitland, Vinogradoff tornou-se diretor literário da Sociedade Selden junto a Sir Frederick Pollock, uma posição que ocupou até 1920. Vinogradoff foi condecorado cavalheiro (knight), em 1917. Vinogradoff e seus filhos foram naturalizadas como súditos Britânicos em 1918.
Em 1925, Vinogradoff viajou à Paris, para receber um diploma honorário; enquanto em Paris, ele desenvolveu uma pneumonia e morreu em 19 de dezembro.

## Livros
O autor anônimo da biografia de Vinogradoff na Encyclopædia Britannica, de 1911, considerou o livro Villainage na Inglaterra (1892) como o mais importante livro escrito sobre o campesinato do feudalismo e as comunidade s de aldeia na Inglaterra; apenas poderia ser comparado em valor com o Livro Domesday de FW Maitland. Com grande eloquência, Vinogradoff mostrou que o villein (servo) dos tempos da Normandia, era o descendente direto do freeman (homem livre) Anglo-Saxão, e que os assentamentos típicos Anglo-Saxões foram comunidades livres, e não feudos, com a posição do freeman tendo sido constantemente deteriorada nos séculos apenas em torno da Conquista Normanda. O estado do villein e as condições de feudo nos séculos XII e XIII , são apresentadas com uma precisão jurídica e riqueza de detalhes que demonstram que o autor, não era apenas muito capaz como historiador, mas também um brilhante e vivido jurista.
O autor de 1911 julgou que quase igualmente importante foi a redação "Folkland", de Vinogradoff no vol.  viii. do livro Revisão Histórica Inglesa (1893), que mostrou pela primeira vez a real natureza deste tipo de território. Vinogradoff seguiu seu Villainage na Inglaterra com O Crescimento do Feudo (1905) e a Sociedade Inglesa do Século XI (1908), obras nas linhas de seu primeiro livro.
Em "Outlines in Historical Jurisprudence" (Esboço de Jurisprudência Histórica;1920–22), Vinogradoff traça o desenvolvimento de temas básicos de jurisprudência, incluindo casamento, propriedade, e sucessão, em seis tipos de sociedade diferentes: totemística, tribal, a cidade-estado antiga, o sistema medieval do feudalismo e o direito canônico, e a sociedade moderna industrial.

## Obras
- The Origins of Feudal Relations in Lombard Italy, 1880.
- Villainage in England, Carendon Press, [publ. 1887; trans. to English 1892].
- The Teaching of Sir Henry Maine: An Inaugural Lecture, Henry Frowde, 1904.
- The Growth of the Manor, George Allen & Company, 1911 [1st Pub. 1905].
- English Society in the Eleventh Century, Oxford: Clarendon Press, 1908.
- Roman Law in Medieval Europe, Harper & Brothers, 1909.
- Essays in Legal History Read Before the International Congress of Historical Studies, held in London in 1913, Oxford University Press, 1913.
- Common-sense in Law, H. Holt and Company, 1914.
- Self-government in Russia, Constable, 1915.
- Outlines in Historical Jurisprudence (Introduction and Tribal Law), Oxford University Press, 1920.
- Outlines in Historical Jurisprudence (The Jurisprudence of the Greek City), Oxford University Press, 1922.
- Custom and Right, H. Aschehoug & Co., 1925.
- The Collected Papers of Paul Vinogradoff, 2 Vol., Oxford, The Clarendon Press, 1928.

### Outras
- "The Reforming Work of Tzar Alexander II." In Kirkpatrick, F. A., Lectures on the History of the Nineteenth Century, Cambridge University Press, 1902.
- "Social and Economic Conditions of the Roman Empire in the Fourth Century." In Gwatkin, H. M. The Cambridge Medieval History, Vol. I, The MacMillan Company, 1911.
- "Foundations of Society (Origins of Feudalism)." In Gwatkin, H. H. The Cambridge Medieval History, Vol. II, The MacMillan Company, 1913.
- "Russian Culture." In Bingham, Alfred. Handbook of the European War, Vol. II, H. W. Wilson Company, 1914.
- "Russia: The Psychology of a Nation," Oxford Pamphlets, Oxford University Press, 1914.
- The Russian Problem, George H. Doran Co., 1914.
- "The Task of Russia." In Stephens, Winifred. The Soul of Russia, Macmillan & Co., 1916.
- "Magna Carta, C. 39. Nullus Liber Homo, etc." In Malden, Henry Elliot. Magna Carta Commemoration Essays, Royal Historical Society, 1917.
- "The Situation in Russia." In The Reconstruction of Russia, Oxford University Press, 1919.
- "Introduction." In Hübner, Rudolf. A History of Germanic Private Law, Little, Brown & Company, 1918.
- "The Work of Rome." In Marvin, F. S. The Evolution of Peace, Oxford University Press, 1921.

### Como Editor
- Oxford Studies in Social and Legal History, Vol. IV, Oxford: Clarendon Press, 1914.

### Articles
- "The Customs of Ragusa," The Law Quarterly Review, Vol. XXI, 1905.
- "Magna Carta," The Law Quarterly Review, Vol. XXI, 1905.
- "A Constitutional History of Hungary," The Law Quarterly Review, Vol. XXI, 1905.
- "Transfer of Land in Old English Law," The Harvard Law Review, Vol. 20, No. 7, May, 1907.
- "Aristotle on Legal Redress," Columbia Law Review, Vol. 8, No. 7, Nov., 1908.
- "The Crisis of Modern Jurisprudence," The Yale Law Journal, Vol. 29, No. 3, Jan., 1920.
- "The Meaning of Legal History," Columbia Law Review, Vol. 22, No. 8, Dec., 1922.

## Ligações Externas
- Obras de Paul Vinogradoff (em inglês) no Projeto Gutenberg
- Obras de ou sobre Paul Vinogradoff no Internet Archive
- Obras de Paul Vinogradoff (em inglês) no LibriVox (livros falados em domínio público)
- Paulo Govrilovitch (sic) Vinogradoff: na Universidade McMaster de Arquivo para a História do Pensamento Econômico